# Soiuz (família de coets)

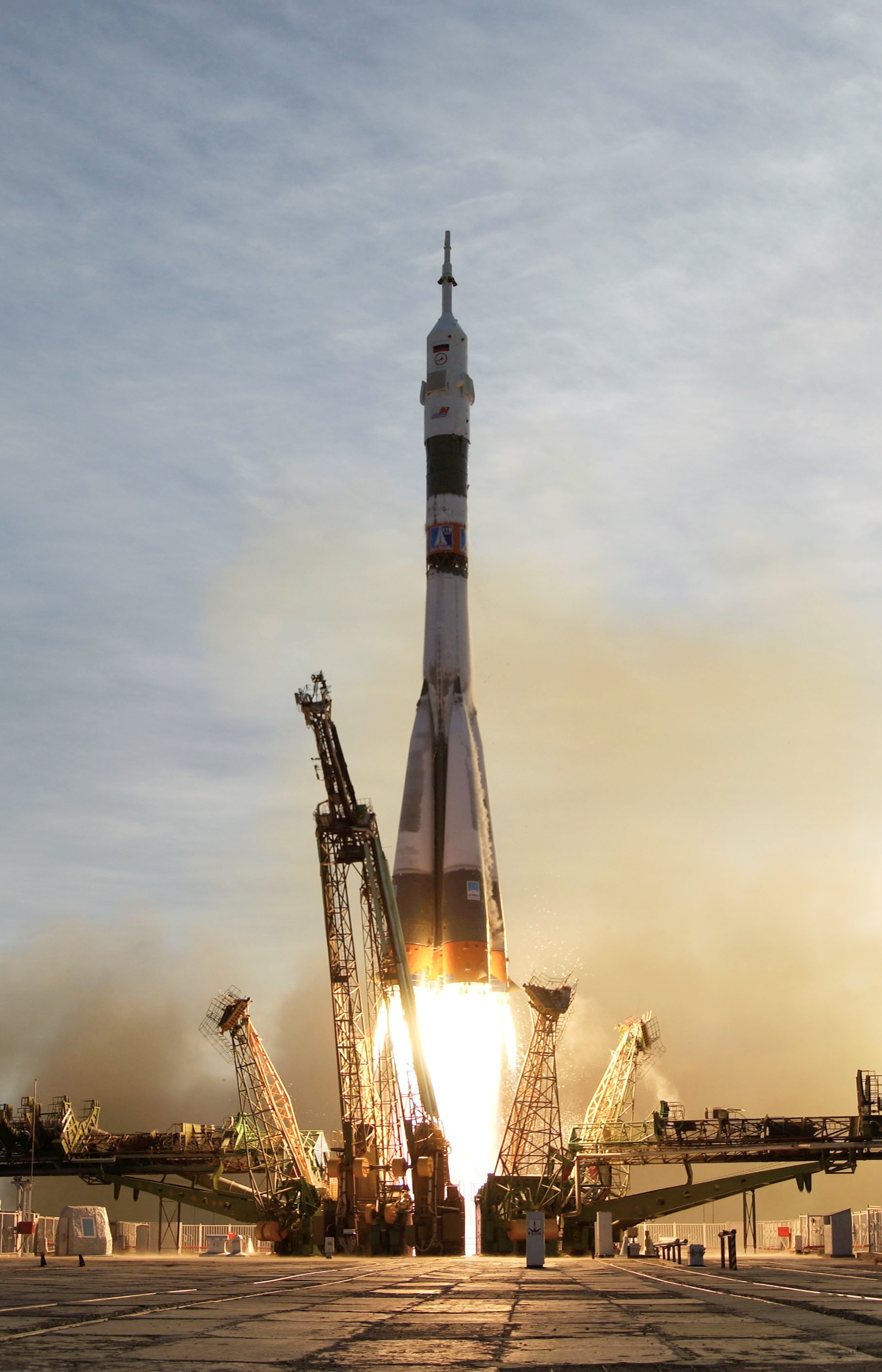
Enlairament d'un coet Soiuz TMA-5.

El coet Soiuz, del rus Союз (soiuz) que vol dir 'unió', és un vehicle de llançament d'un sol ús homologat per a vols tripulats fabricat per TsSKB-Progress a Samara, Rússia. S'utilitza com llançador per les naus tripulades Soiuz com a part del programa Soiuz. Ara a més s'utilitzen per llançar naus de subministrament Progress no tripulades fins a l'Estació Espacial Internacional i per llançaments comercials dirigits per TsSKB-Progress i el Port espacial de Kourou a la Guaiana Francesa. El combustible dels coets Soiuz-U és el querosè, però els coets Soiuz-U2 n'utilitzen una variant denominada Syntin.

## Història
El coet fou utilitzat per primera vegada el 1966, derivat del llançador Vostok, que al seu torn es basa en el míssil balístic intercontinental 8K74 o R-7a. Era inicialment un coet de tres trams amb un tram superior Bloc I. Més tard es produí una variant Molnia mitjançant l'addició d'un quart tram, que li permetia assolir la molt el·líptica òrbita Molnia. Una variant posterior fou la Soiuz-U.
La producció de llançadors Soiuz assolí un màxim de 60 per any a principis dels anys vuitanta. S'ha convertit en el llançador espacial més utilitzat del món, volant en 1700 ocasions, molt més que qualsevol altre coet. Té un disseny bàsic molt vell, però és notable pel seu baix cost i molt alta fiabilitat, ambdues coses atractives pels clients comercials.

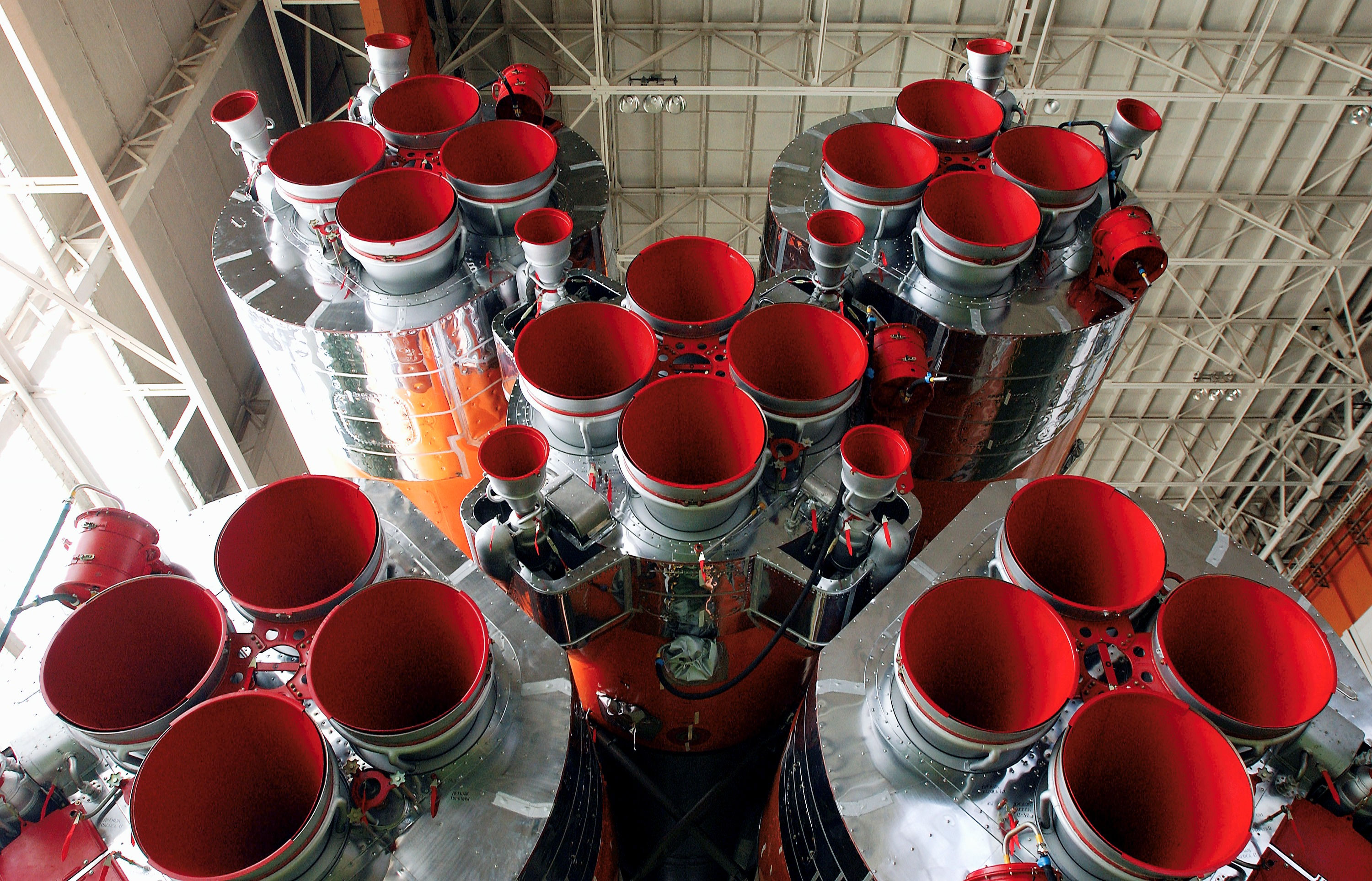
Motors de coet Soiuz

A principis de la dècada del 1990 es feren plans per un Soiuz redissenyat amb un tram superior Fregat. El motor Fregat fou desenvolupat per NPO Lavotxkin a partir del mòdul de propulsió de les seves sondes interplanetàries Fobos. Tot i ser recolzat per l'Agència Espacial Federal Russa i el Ministeri de Defensa Rus el 1993 i designat "Rus" per ser una russificació i modernització del Soiuz, i posteriorment passà a dir-se Soiuz 2, un dèficit de finançament impedí l'aplicació del pla. La creació de Starsem al juliol del 1996 aportà nous fons per la creació d'una variant menys ambiciosa, la Soiuz-Fregat o Soiuz U/Fregat. Aquesta consistia en un lleugerament modificat Soiuz U combinat amb el tram superior Fregat, amb capacitat per pujar fins a 1.350 kg a una òrbita de transferència geoestacionària. A l'abril del 1997, Starsem obtingué un contracte de l'Agència Espacial Europea per llançar dos parells de satèl·lits científics de plasma Cluster 2 utilitzant el Soiuz-Fregat. Abans de la introducció d'aquest nou model, Starsem llançà 24 satèl·lits de la constel·lació Globalstar en sis llançaments amb un tram superior Ikar reengegable, entre el 22 de setembre i el 22 de novembre del 1999. Després dels reeixits vols de prova del Soiuz-Fregat el 9 de febrer i el 20 de març del 2000, els satèl·lits Cluster 2 foren llançats el 16 de juliol i el 9 d'agost de 2000. Un altre Soiuz-Fregat llançà la sonda Mars Express de l'ESA des de Baikonur al juny del 2003. Avui en dia el llançador Soiuz-Fregat és utilitzat per Starsem per càrregues de pagament comercials. Això és degut al fet que és reemplaçat pel nou llançador, ara anomenat Soiuz (o Soiuz 2), que tindrà un nou sistema d'orientació digital i un tercer tram amb un nou motor fort modificat. La primera versió de desenvolupament Soiuz 2 anomenat Soiuz-2-1a, que ja està equipat amb el sistema d'orientació digital, però que encara és impulsat per un motor de tercer tram vell, es llançà el 4 de novembre del 2004 des de Plessetsk en un vol de prova suborbital, seguit per un vol orbital el 23 d'octubre del 2006 des de Baikonur. El llançador plenament modificat (versió Soiuz) volà per primera vegada el 27 de desembre del 2006 amb el satèl·lit COROT des del Cosmòdrom de Baikonur.
Una llarga cadena de llançaments Soiuz reeixits es trencà el 15 d'octubre del 2002, quan el llançament del satèl·lit Photon-M en un Soiuz U no tripulat des de Plessetsk caigué prop de la plataforma de llançament i explotà 29 segons després d'enlairar-se. Una persona de la tripulació de terra resultà mort i vuit ferits. Un altre fracàs es produí el 21 de juny de 2005, durant el llançament des de Plessetsk d'un satèl·lit de comunicacions militar Molnia, que utilitza una versió de quatre trams del coet anomenat Molnia-M. El vol acabà sis minuts després del llançament a causa d'una fallada del motor del tercer tram o a una ordre incomplida de separar-se el segon i tercer trams. El segon i tercer tram del coet, que són idèntics als Soiuz, i la seva càrrega útil (un satèl·lit Molnia-3K) s'estavellà a la regió d'Uvatski a Tiumén (Sibèria). Tanmateix, amb el denominat llançador Molnia-M, els altres 274 llançaments Soiuz no tripulats han tingut èxit.
Entre l'1 de febrer del 2003 i el 26 de juliol del 2005 amb l'aturada de la flota de transbordadors espacials ("Space Shuttle") dels Estats Units, el Soiuz fou l'únic mitjà de transport cap a i des de l'Estació Espacial Internacional. Això inclogué la transferència de subministraments, via naus espacials Progress, i l'alternabilitat de la tripulació.
Soiuz (en la nova versió Soiuz/ST) també està previst que es posi al servei de l'ESA el 2008 en virtut d'una aliança d'empreses russo-europea. S'està construint una nova plataforma de llançament al Centre Espacial de Kourou, a la Guaiana Francesa.

## Plataforma de llançament
El coet queda essencialment suspès per 4 braços que el mantenen en posició vertical. Quan els coets comencen a accelerar, els contrapesos dels braços els deixen anar per la força de la gravetat.
El concepte de coet suspès fou una de les novetats introduïdes amb l'R-7/Soiuz. El coet es manté pels extrems superiors dels coets reforçadors. Successivament, els coets reforçadors mantenen el nucli central del coet. Aquest muntatge emula les condicions de vol, quan empeny el nucli central cap endavant.
En el llançament s'inicien primer els coets laterals, després els motors del segon tram. Quan el coet s'enlaira, els braços han sigut retirats de la trajectòria pels seus contrapesos.
Quan els motors dels coets laterals s'aturen, simplement es desprenen. No hi ha complexos sistemes mecànics, elèctrics o hidràulics per desconnectar els coets laterals del nucli.

## Trams

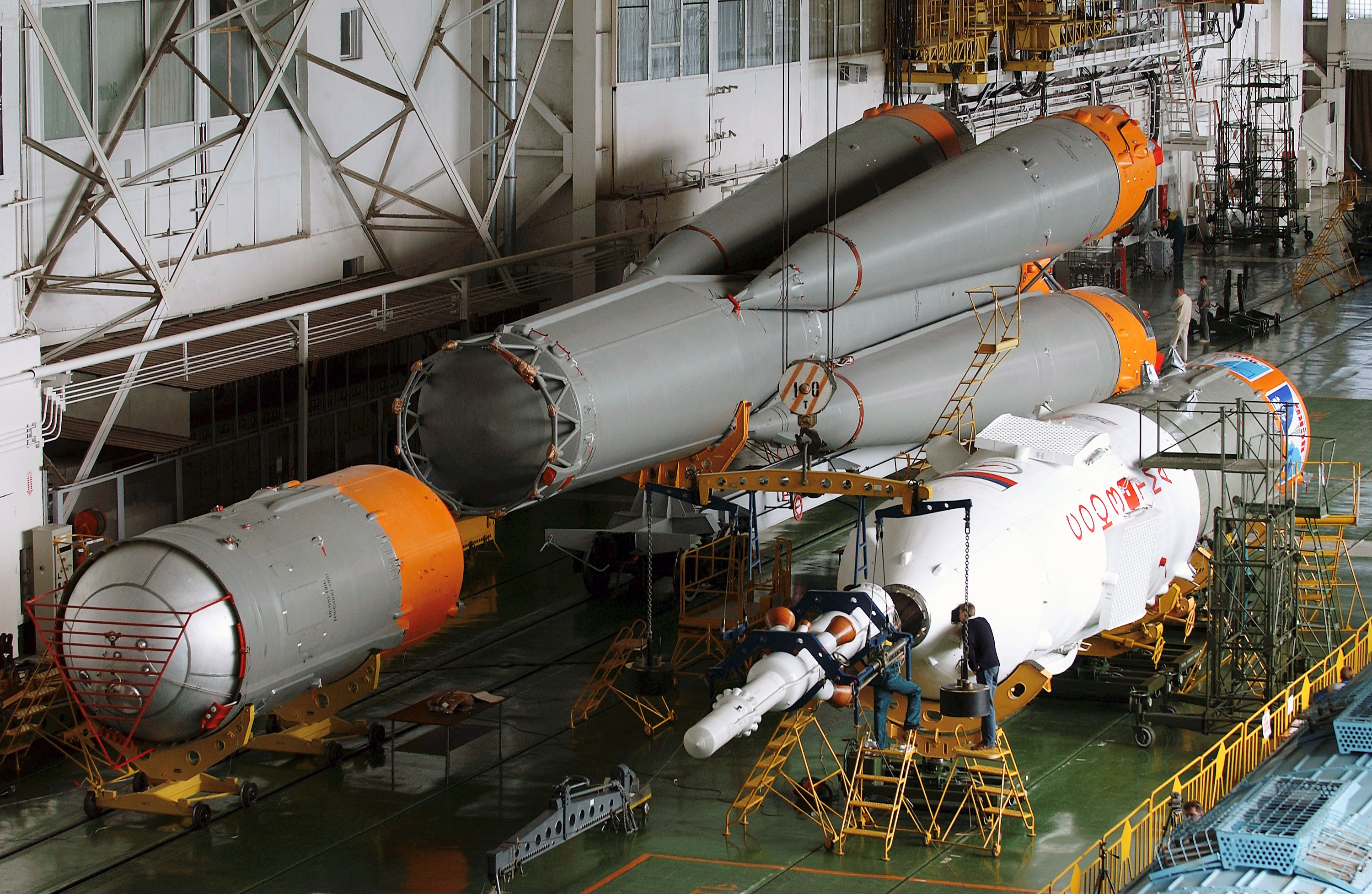
Acoblat del coet Soiuz - El primer i segon tram ja estan acoblats i es poden apreciar al fons, el tercer tram al cantó inferior esquerre de la imatge, la nau espacial Soiuz, coberta pel seu mantell de llançament, al cantó inferior dret. Cal remarcar que el coet és assemblat horitzontalment, al contrari que, per exemple, el Saturn V - una de les seves característiques que el fan més barat de construir.

### Primer tram
El primer tram del coet Soiuz es compon de quatre propulsors cònics idèntics que funcionen amb combustible líquid, està unit al nucli del segon tram. Cada propulsor té el seu propi motor (quatre cambres de combustió, dues cambres de combustió vernier, i un equip de turbo bombes).
Estadístiques (cadascun dels 4 propulsors)
- Massa total: 44,5 t
- Propel·lent: 39,2 t
- Massa sense combustible: 3.784 kg
- Diàmetre: 2,68 m
- Longitud: 19,6 m
- Temps de crema del propel·lent: 118 segons
- Motors:
  - Models Soiuz i Soiuz-U 
    - RD-107
      - Impuls 813 kN a l'enlairament
      - Impuls 991 kN al buit
      - Impuls específic 245 quilogram (2,40 kN·s/kg) a l'enlairament
      - Impuls específic 310 kgf·s/kg (3,04 kN·s/kg) al buit
      - Pressió de cambra a 5,85 MPa (848 psi)

  - Models Soiuz-ST
    - RD-117 (11D511)
      - Impuls 838 kN (188 klbf) a l'enlairament
      - Impuls 1021 kN (230 klbf) al buit
      - Impuls específic 245 kgf·s/kg (2,40 kN·s/kg) a l'enlairament (est.)
      - Impuls específic 310 kgf·s/kg (3,04 kN·s/kg) al buit (est.)
      - Pressió de cambra a 5,85 MPa (848 psi)

  - Soiuz-FG
    - RD-117A (14D22)
      - Impuls 775 kN (174 klbf) a l'enlairament
      - Impuls específic 320,2 kgf·s/kg (3,14 kN·s/kg) al buit

### Segon tram
El segon tram del coet Soiuz té un únic propulsor, generalment és un tram cilíndric amb un motor (quatre cambres de combustió, quatre cambres de combustió vernier, un equip de turbo bombes) a la base. El tram s'eixampla una mica prop de la part alta.
- Massa en brut: 105,4 t (232.400 lbm)
- Combustible: 95,4 t (210.000 lbm)
- Combustible (Soiuz-U2 amb combustible Syntin): 96,4 t (212.000 lbm)
- Massa en sec: 6.875 kg (15.160 lbm)
- Longitud: 28 m
- Diàmetre: 2,95 m
- Temps de crema: 290 s
- Motors:
  - Models Soiuz i Soiuz-U
    - RD-108
      - Impuls 779 kN (175 klbf) a l'enlairament
      - Impuls 997 kN (224 klbf) al buit
      - Impuls específic 264 kgf·s/kg (2,59 kN·s/kg) a l'enlairament
      - Impuls específic 311 kgf·s/kg (3,05 kN·s/kg) al buit
      - Pressió de la cambra 5,1 MPa (740 psi)

  - Model Soiuz-U amb combustible Syntin
    - RD-108
      - Impuls 811 kN (182 klbf) a l'enlairament
      - Impuls 1009 kN (227 klbf) al buit
      - Impuls específic 264 kgf·s/kg (2,59 kN·s/kg) a l'enlairament
      - Impuls específic 311 kgf·s/kg (3,05 kN·s/kg) al buit
      - Pressió de la cambra 5,1 MPa (740 psi)

  - Models Soiuz-ST
    - RD-118 (11D512)
      - Impuls 792 kN (178 klbf) a l'enlairament
      - Impuls 990 kN (222 klbf) al buit
      - Impuls específic 264 kgf·s/kg (2,59 kN·s/kg) a l'enlairament (est)
      - Impuls específic 311 kgf·s/kg (3,05 kN·s/kg) al buit (est)
      - Pressió de la cambra 5,85 MPa (848 psi)

### Tercer tram
Hi ha dues variants de trams superiors en ús, el Bloc I' i el ”Bloc I millorat (utilitzat en la Soiuz).
- Massa en brut: 25,2 t (55.600 lbm)
- Combustible: 21,4-22,9 t (47.200–50.500 lbm)
- Massa en sec: 2355 kg (5190 lbm)
- Longitud: 6,7 m
- Diàmetre: 2,66 m
- Temps de crema: 240 s
- Motor:
  - Bloc I
    - RD-0110
    - Impuls 298 kN (67,0 klbf)
    - Impuls específic 330 kgf·s/kg (3,24 kN·s/kg)
    - Pressió de la cambra 6,8 MPa (986 psi)

  - Bloc I millorat
    - RD-0124 (11D451)
    - Impuls 294 kN (66 klbf)
    - Impuls específic 359 kgf·s/kg (3,52 kN·s/kg)
    - Pressió de la cambra 16,2 MPa (2350 psi)